# M. L. Snowden
M.L. Snowden es una escultora de Estados Unidos.

## Vida y obra
La mayor parte de sus esculturas están realizadas en bronce a la cera perdida.
Sigue las enseñanzas de su padre, el escultor George Holburn Snowden (en:), a su vez seguidor de Rodin. M.L. Snowden pasó 17 años como ayudante en el taller de su padre,  que en 1990 le regaló las herramientas heredadas de Rodin.